# Burdur (ciudad)
Burdur (antiguamente también llamada Buldur) es una ciudad situada al suroeste de Turquía y capital de la provincia de Burdur. Se encuentra en la orilla del lago Burdur. Tiene una población de 70.157 habitantes (2007).